# جواكيم رودريغوس فيريرا
جواكيم رودريغوس فيريرا (1 يناير 1898 بالبرتغال - 1 يناير 1945) هو لاعب كرة قدم برتغالي في مركز الدفاع. شارك مع منتخب البرتغال لكرة القدم. أما مع النوادي، فقد لعب مع سبورتينغ لشبونة ونادي فيتوريا سيتوبال.